# Unio turtoni
Unio turtoni е вид мида от семейство Unionidae.

## Разпространение
Видът е разпространен във Франция.